# Old School (2003)
Old School is een Amerikaanse film uit 2003 onder regie van Todd Phillips.

## Verhaal
Drie mannen van in de dertig moeten een keuze maken: Of ze willen het feestelijke leven, vol feesten, vrouwen en alcohol, of ze willen een verantwoordelijk leven met vrouw, baan en kinderen. Ze besluiten terug naar de universiteit te gaan om het verantwoordelijke leven nog iets langer uit te stellen...

## Rolverdeling
| Acteur              | Personage                      | Opmerkingen |
| ------------------- | ------------------------------ | ----------- |
| Vince Vaughn        | Bernard 'Beanie' Campbell      |             |
| Luke Wilson         | Mitch Martin                   |             |
| Will Ferrell        | Frank Ricard                   |             |
| Jeremy Piven        | Dean Gordon 'Cheese' Pritchard |             |
| Ellen Pompeo        | Nicole                         |             |
| Juliette Lewis      | Heidi                          |             |
| JoeyStarr           | Isaac                          |             |
| Leah Remini         | Lara Campbell                  |             |
| Perrey Reeves       | Marissa Jones                  |             |
| Craig Kilborn       | Mark                           |             |
| Elisha Cuthbert     | Darcie                         |             |
| Seann William Scott | Peppers                        |             |
| Rob Corddry         | Warren                         | Filmdebuut  |